# Han (Czarnogóra)
Han (cyr. Хан) – wieś w Czarnogórze, w gminie Kotor. W 2011 roku liczyła 48 mieszkańców.